# Nick Jr. on CBS

Logotipo

Nick Jr. on CBS was een onderdeel van de Amerikaanse televisiezender Nickelodeon Amerika en Nick Jr., dat werd uitgezonden op CBS. Haar eerste uitzending was in september 2000. Haar doel was om CBS Kids te vervangen. 

## Programmering
- The Backyardigans
- Go, Diego, Go!
- LazyTown
- Dora the Explorer
- Little Bill
- Blue's Clues
- Kipper the Dog
- Franklin
- Little Bear
- Oswald
- Bob the Builder
- Miss Spider's Sunny Patch Friends